# Dom zu Lund

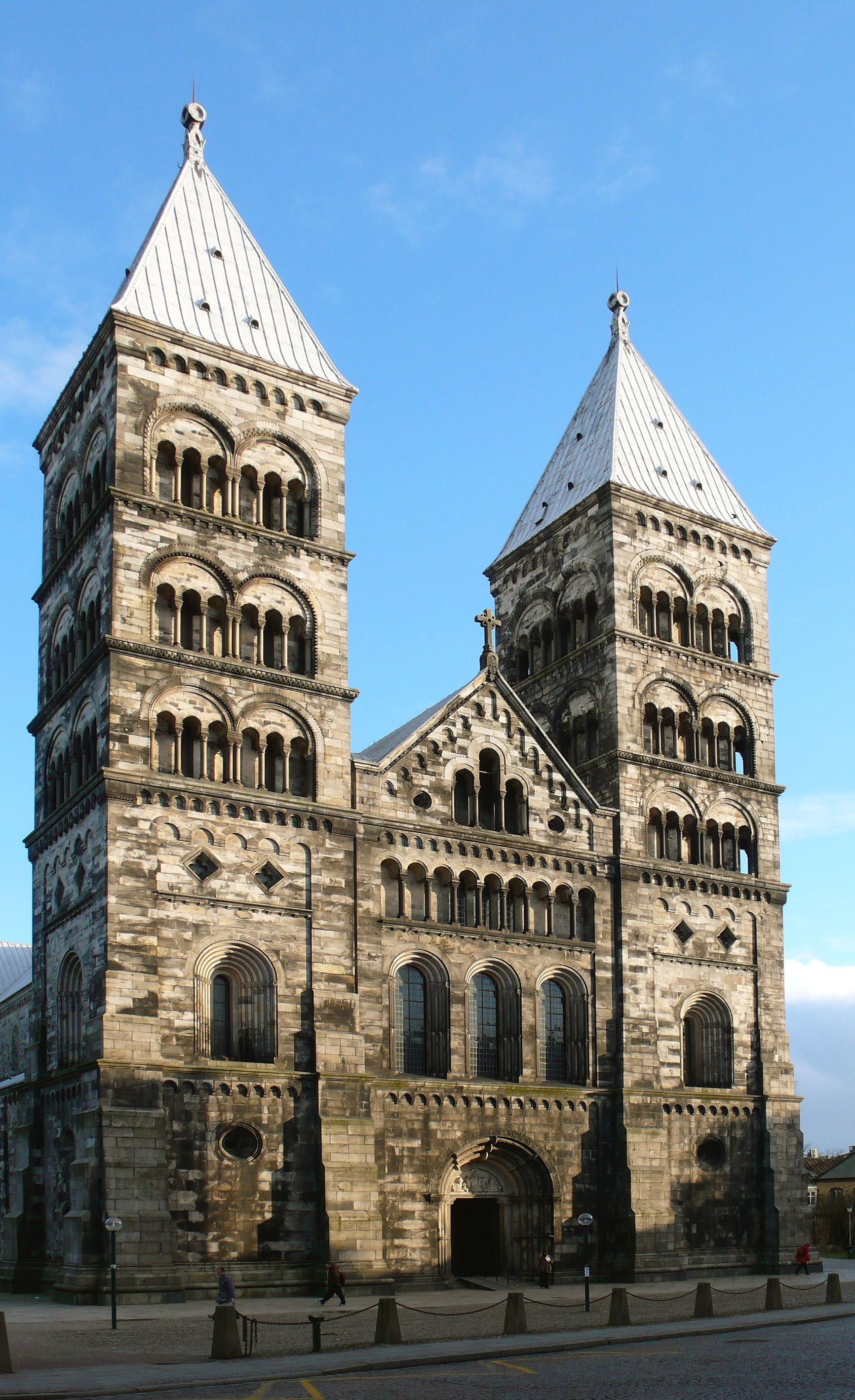
Doppelturmfassade im Westen im neuromanischen Stil

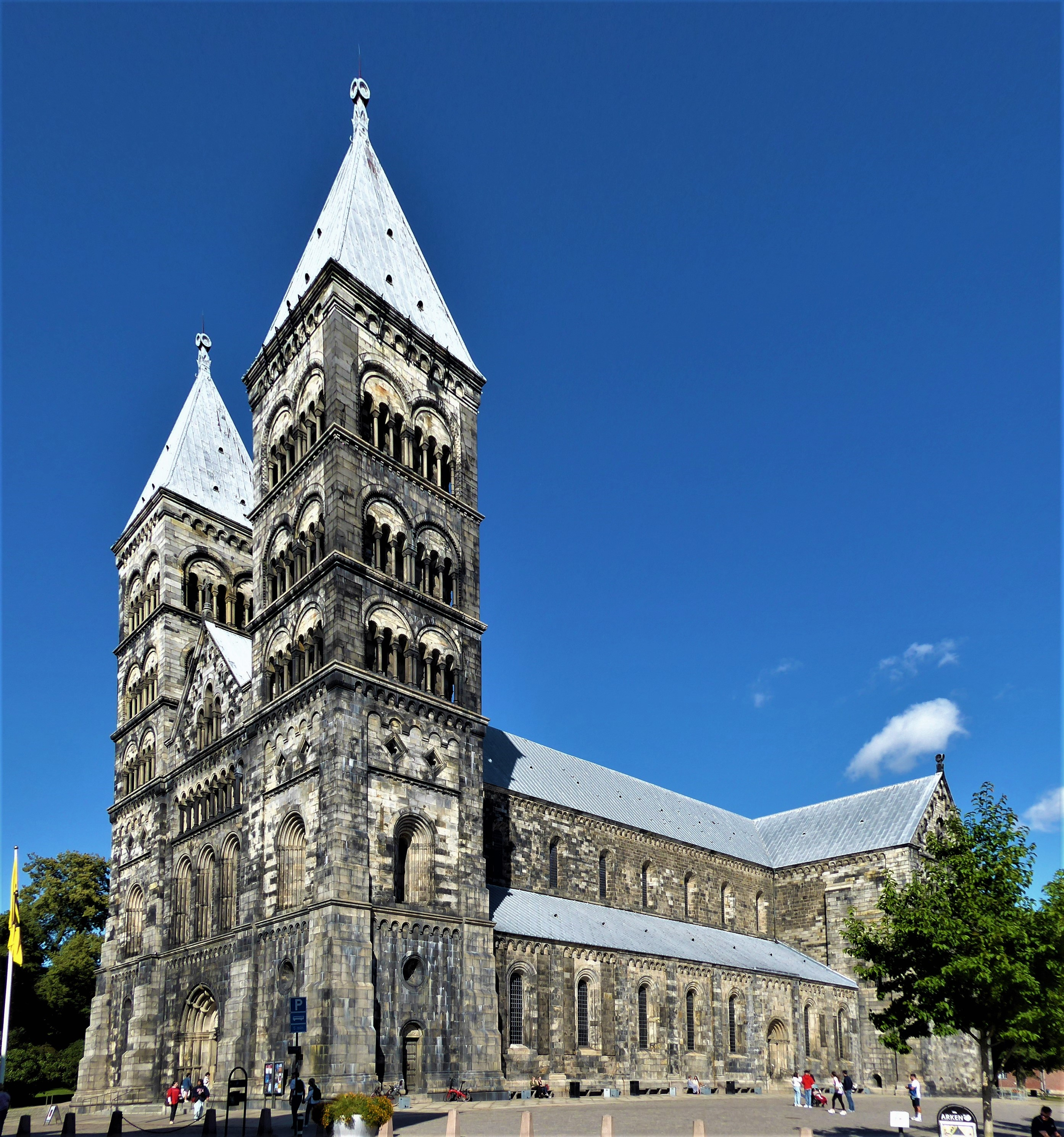
Ansicht von Süden vom Domkyrkoplatsen aus

Der Dom zu Lund (schwedisch: Lunds domkyrka, dänisch: Lund Domkirke) in der südschwedischen Stadt Lund und der historischen Provinz Schonen im heutigen Südschweden wurde als Kathedrale des Erzbistums Lund ab 1104 im romanischen Baustil errichtet und ist damit der älteste Dom Skandinaviens. Asker, seit 1103 der erste Erzbischof von Lund, weihte 1123 die Krypta. 22 Jahre später, 1145 nahm Erzbischof Eskil die Kirchweihe vor und weihte sie dem Laurentius von Rom. Die ersten schmucklosen Türme aus dem Mittelalter wurden 1863 nach einem Entwurf von Helgo Zettervall umgebaut. – Erwähnenswert ist eine astronomische Uhr, die Anfang des 14. Jahrhunderts in den Kirchenraum eingebaut worden war und komplett erhalten ist. – Das ehemalige römisch-katholische Gotteshaus wurde infolge der Reformation eine evangelisch-lutherische Kirche. Der Dom ist die Hauptkirche im Bistum Lund.

## Lage
Lund und Dalby liegen auf der Südseite des Horstes Romeleåsen, einen Großteil Südschonens überblickend. Der Dom zu Lund ist wie auch die ehemalige Bischofskirche in Dalby über einer Quelle gebaut, die deutlich auf vorchristliche Kultplätze hinweist und von fruchtbarer Erde auf einem für die Landwirtschaft sehr geeigneten Flachland umgeben. Aus der Quelle wird ein kleiner  Brunnen in der Krypta gespeist.
Der Dom steht im Zentrum des mittelalterlichen Stadtkerns, südlich des Lundagård, im Stadtteil Centrala staden in der Kyrkogatan. Das Kirchengebäude ist weitestgehend geostet (Abweichung etwa 5 Grad), und zwischen den beiden Westtürmen befindet sich in einem mehretagigen Verbindungsbau das Westportal.

## Geschichte

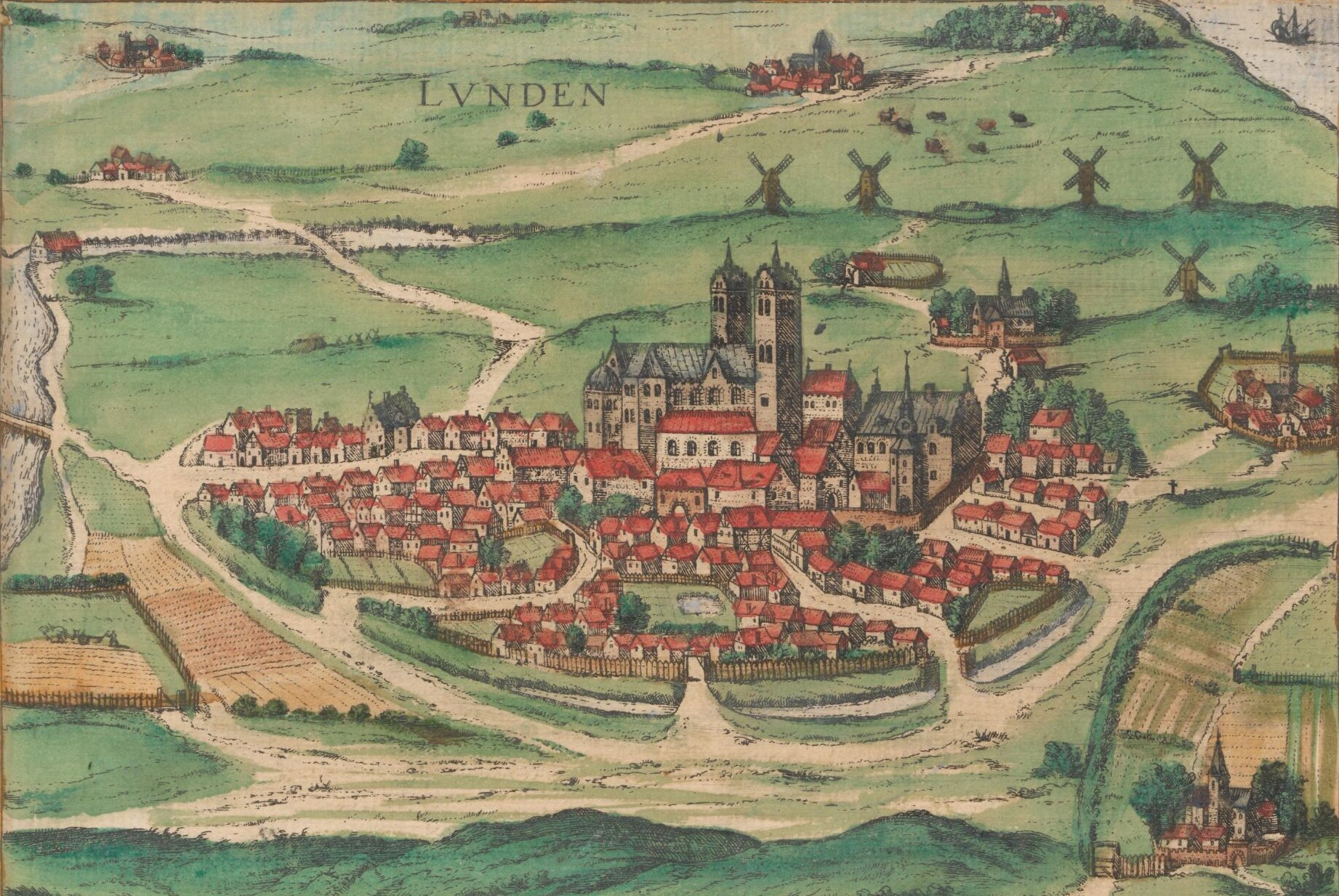
Lund Ende des 16. Jahrhunderts

### Vorgängerbauten und die Kirchgemeinden
Bis 1658 gehörten Lund und die Landschaft Schonen zu Dänemark. Das Bistum von Lund ist im Jahre 1060 entstanden, als der dänische König Sven Estridsson das damalige Bistum von Roskilde teilen ließ. In Schonen wurden zunächst zwei Bistümer eingerichtet. Der Bischof von Lund war vom Erzbischof von Canterbury geweiht. Das andere Bistum hatte seinen Sitz in Dalby, nur zehn Kilometer von Lund entfernt, und wurde von einem deutschen Missionsbischof geleitet. Die enge Verbindung mit England brach nach 1066 ab, als der dänischen Krone das Danelag verlorenging.
Ein genauer Baubeginn lässt sich nicht festlegen: die Schenkungsurkunde von König Canute (Knut dem Heiligen) vom 21. Mai 1085 berichtet von einem Dombau in den 1080er Jahren. Vieles deutet darauf hin, dass es sich um eine frühere Kirche an diesem Ort handelt.
Mit seiner Schenkung schuf er die wirtschaftlichen Voraussetzungen für das Domstift und eine zukünftige Erzkathedrale. Zu dieser Zeit waren die beiden schonischen Bistümer schon unter einem deutschen Bischof vereinigt und dem Erzbistum Bremen-Hamburg unterstellt.
Im Jahr 1103 gelang es König Erik I., die kirchliche Unabhängigkeit Skandinaviens vom Erzbistum Bremen-Hamburg zu erwirken, als er während seiner Pilgerfahrt nach Jerusalem den Papst in Rom besuchte. Lund wurde nun zum kirchlichen Zentrum ganz Nordeuropas erhoben. Erik I. sah sein Königreich nicht wieder, weil er auf derselben Reise in Zypern starb, ohne nach Jerusalem gelangt zu sein. Sein Nachfolger auf dem Thron war sein jüngerer Bruder Niels. Zusammen mit Erzbischof Asker plante und begann König Niels den Bau einer würdevollen Bischofskirche. Bereits im Jahre 1123 wurde die Krypta und im Jahre 1145 der Hochaltar, d. h. die Kathedrale selbst geweiht.
Die Bedeutung Lunds als religiöses Zentrum ließ nach, als 1158 für Norwegen das Erzbistum Nidaros gegründet wurde und 1179 für Schweden einschließlich Finnland das Erzbistum Uppsala.
Gegen Ende des Mittelalters gab es in der Stadt Lund 27 Kirchen, wovon acht zu verschiedenen Klöstern gehörten. Die Anzahl erscheint aus heutiger aus Sicht als besonders hoch, war es aber damals nicht, so hatte Köln 19 Pfarreien und bis zur Säkularisation 1794 neben 168 öffentlich zugänglichen Kirchen und Kapellen wohl noch fast ebenso viele abgeschlossene in Klöstern und Privathäusern. Die Reformation in Dänemark überdauerten hingegen nur der Dom, die zugehörige Kathedralschule und die Sankt Peters-Klosterkirche. Die allgemeine wirtschaftliche und politische Vormachtstellung der Kirche war in Dänemark erloschen.
Das Bistum Lund kam nach dem Frieden von Roskilde von 1658 zu Schweden. Die Kirche und die zehn Jahre später gegründete Universität spielten eine wichtige Rolle bei der Eingliederung Schonens in das schwedische Königreich. Die Universität nutzte nun Teile der Kirche für Vorlesungen.

### Zwischen dem 12. und dem 21. Jahrhundert

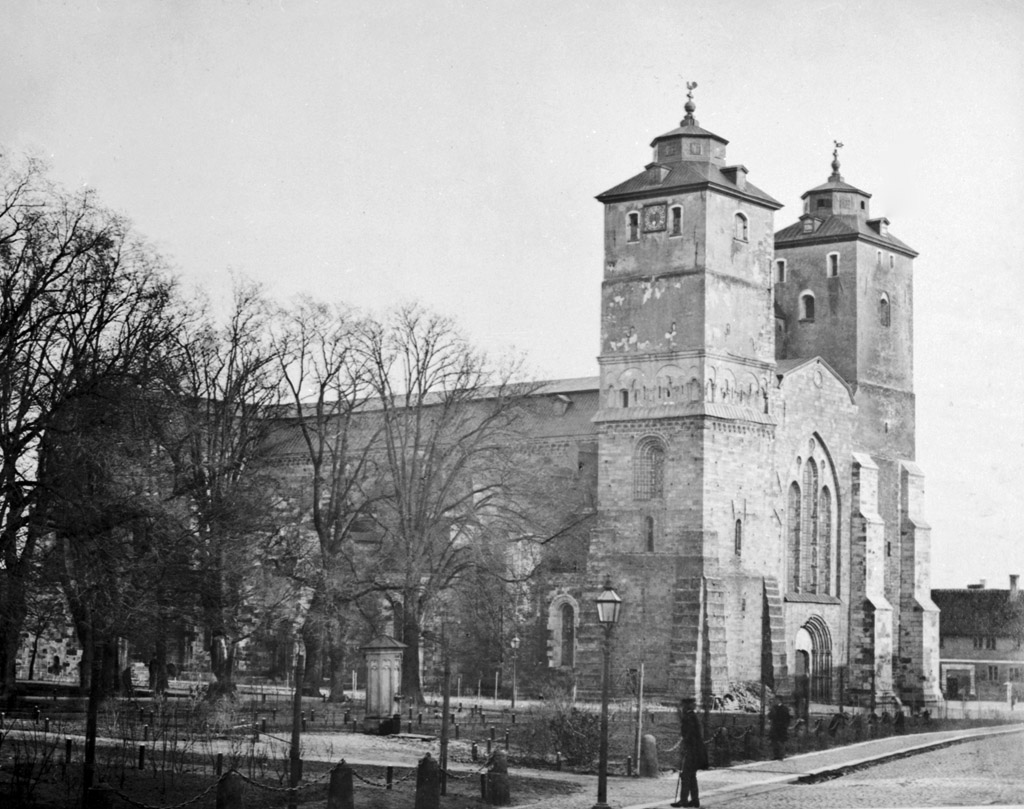
Turmfront 1860 mit gotischer Fenstergruppe über romanischem Portal, Türme niedrig

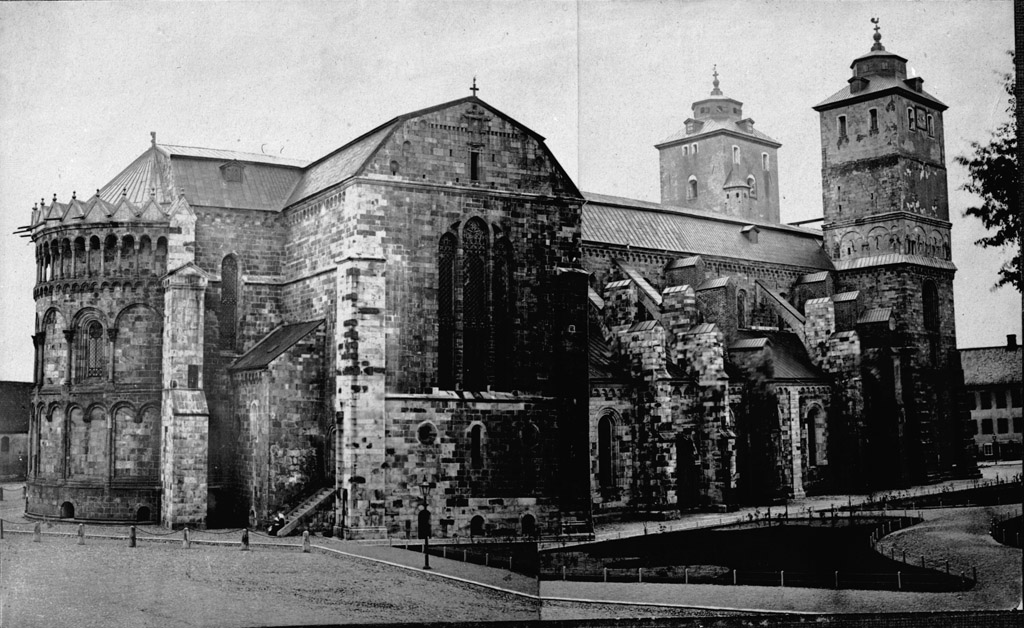
Kirchenschiff vor 1860

Das Bauwerk, eine romanische Pfeilerbasilika nach lombardisch-rheinischen Vorbildern wurde von rheinischen und italienischen Steinmetzen begonnen, nachdem Lund 1103 zum Erzbistum für die nordische Region geworden war.
Zunächst kam Sandstein aus Helsingborg zur Anwendung, für die späteren Ergänzungen und Umbauarbeiten nutzten die Bauleute Sandstein aus Höörs.
Der Hochaltar der Krypta wurde 1123 geweiht, und am 1. September 1145 wurde der Hochaltar des Doms geweiht. Nun konnte die gesamte Kirche, die dem heiligen Laurentius geweiht war, für christliche Zwecke genutzt werden.
Im Jahr 1234 zerstörte ein Großbrand große Teile des Kirchengebäudes. Beim Wiederaufbau der Kirche erhielt sie ein neuer Lettner, neue Bögen und eine neue Westfassade. Im selben Jahrhundert erwarb die Kirchgemeinde zwei Bronzestelen, die sich bis heute im Kirchenschiff befinden.

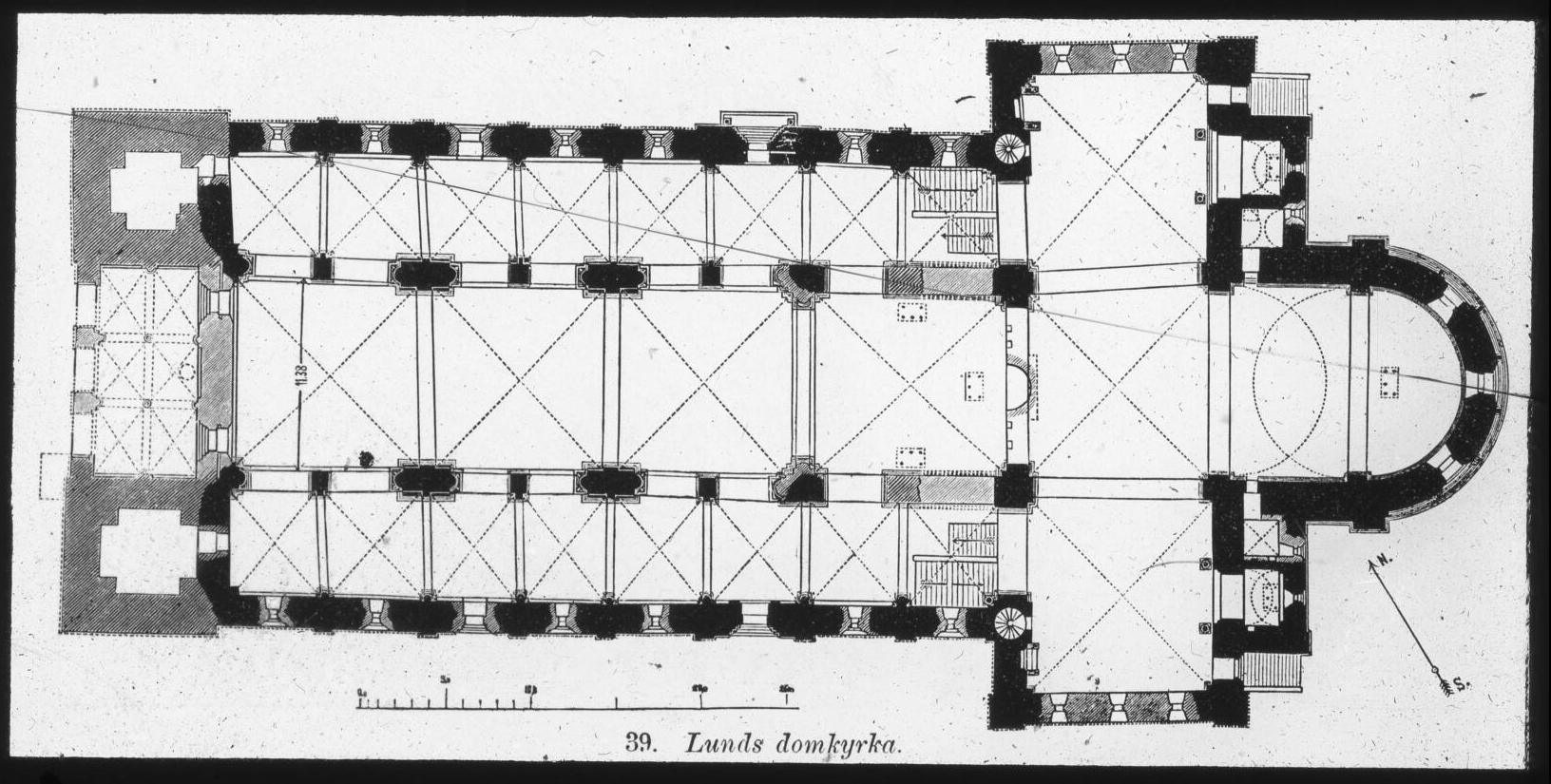
Grundriss

Den Einfluss Norditaliens verdeutlichen das Grundriss-Schema, die großräumige Krypta, der Hausteinschmuck und die Zwerggalerie, die die Chorapsis umläuft. Der oberitalienische Einfluss gelangte über Speyer und Mainz nach Nordeuropa und wirkte auch auf die Dombauten von Ribe und Viborg.
Nach einem weiteren Brand erhielt das Mittelschiff im 13. Jahrhundert sechsteilige gotische Kreuzrippengewölbe und eine bessere Beleuchtung durch eine frühgotische Fenstergruppe zwischen den Türmen.
Die von Adam van Düren geleitete spätgotische Renovierung 1510–1527 führte unter anderem zu einer Verbesserung der Statik, weil die Strebebögen verstärkt wurden.
Im 18. Jahrhundert musste ein Teil der Sandsteinfassaden erneuert werden, und Mittel- und Querschiff erhielten barocke Mansardendächer.
Im 19. Jahrhundert erfolgten teilweise Umgestaltungen und eine umfassende Renovierung. Sie begannen 1845/46 an der Krypta und wurden danach unter Leitung von Carl Georg Brunius an anderen Bauteilen fortgesetzt. Schließlich versuchte Helgo Zettervall, dem Bauwerk 1860–1880 ein möglichst romanisches Aussehen zu geben, wobei er etliche gotische Bauteile durch Neuromanik ersetzen ließ.
Von 1921 bis 1927 wurde die Apsis mit einem Mosaik Jesus Christus erhebt seine segnende Hand, geschaffen von dem dänischen Bildhauer Joakim Skovgaard unter Mithilfe von Agnete Varming (1897–1983), Elof Risebye (1892–1961) und Hugo Gehlin (1889–1953), neu gestaltet.

### 2016: Feier zum Reformationsjubiläum
Am 31. Oktober 2016 feierte der Präsident des Lutherischen Weltbundes, Bischof Munib A. Younan, im Dom zu Lund mit Papst Franziskus im Ausblick auf das Reformationsjubiläum 2017 einen gemeinsamen Gottesdienst unter dem Motto „Vom Konflikt zur Gemeinschaft – Verbunden in Hoffnung“. (Der Lutherische Weltbund war 1947 in Lund gegründet worden.)

### Baumeister / Architekten
Folgende Architekten haben am Dom zu Lund gewirkt (Auswahl):
- 1837–1859: Carl Georg Brunius
- 1860–1902: Helgo Zettervall
- 1902–1942: Theodor Wåhlin
- 1944–1967: Eiler Græbe
- 1970–1977: Carl-Axel Acking

## Architektur
Der gesamte Bau des Domes ist einschließlich Apsis etwa 102 Meter lang, die Querschiffe erstrecken sich über rund 42 Meter und der Baukörper der Kirchenschiffe besitzt eine Breite von zirka 35 Metern. Das Langhaus ist eine Basilika mit gebundenem System, also zwei Paar Seitenschiffsjochen je Mittelschiffsjoch.

### Außenbau
Das gesamte Kirchengebäude wird von romanischen Stilelementen aus Sandstein dominiert. Als bauliches Vorbild in der nordischen Region diente der Kaiserdom zu Speyer. Alle Fenster in den Kirchenschiffen und an den Turmbauten sind mit romanischen Rundfenstern versehen, häufig zu arkadenartigen Gruppen zusammengefasst.
Das Mittelschiff ist zirka vier Etagen, also rund 20 Meter, hoch, ebenso wie die Querschiffe. Die Grundrisse bilden ein Kreuz. Die beiden Seitenschiffe (nördlich und südlich) sind etwa vier Meter hoch. Ihre Traufkante bildet eine U-förmige Linie mit den Simsen der Turmvorbauten.

#### Portale
Das Westportal im Mittelbau zwischen den Türmen ist ein trichterförmig gestalteter Rundbogen mit einem reliefierten Tympanon, das zum Thema Christus Pantokrator gestaltet ist. Eine mächtige Bronzetür, vom Bildhauer Carl Johan Dyferman 1888 gefertigt, gibt den Zugang in das Kircheninnere frei.
An den beiden Seitenschiffen befinden sich ebenfalls Portale:
Das Südportal zeigt plastischen Bauschmuck an Archivolten, Kapitellen und am Tympanon, der mit floralen Elementen wie Ranken und Akanthusblättern und Fabelwesen gestaltet ist. Das Südportal am Seitenschiff führt direkt vom Domplatz in das Gotteshaus. – Das Nordportal besitzt einen ädikulaartigen Vorbau mit einem freistehenden Säulenpaar.

#### Kirchtürme
Im Jahr 1863 erfolgte eine völlige Umgestaltung der Türme und der (West-)Fassade. Die beiden gleichen Turmbauten, jeweils 55 Meter hoch und mit einem quadratischen Grundriss, überragen sämtliche anderen Gebäude der Stadt. Sie sind über innere Treppen in fünf Stockwerken erschlossen. Pyramidenförmige Spitzhauben mit Turmkugeln schließen die Türme ab. Das gesamte mehrteilige Dach des Kirchengebäudes ist mit kupfernen Schindeln gedeckt und enthält auf jeder Dachseite mehrere kleine Gauben zur Belüftung.

#### Hochchor außen

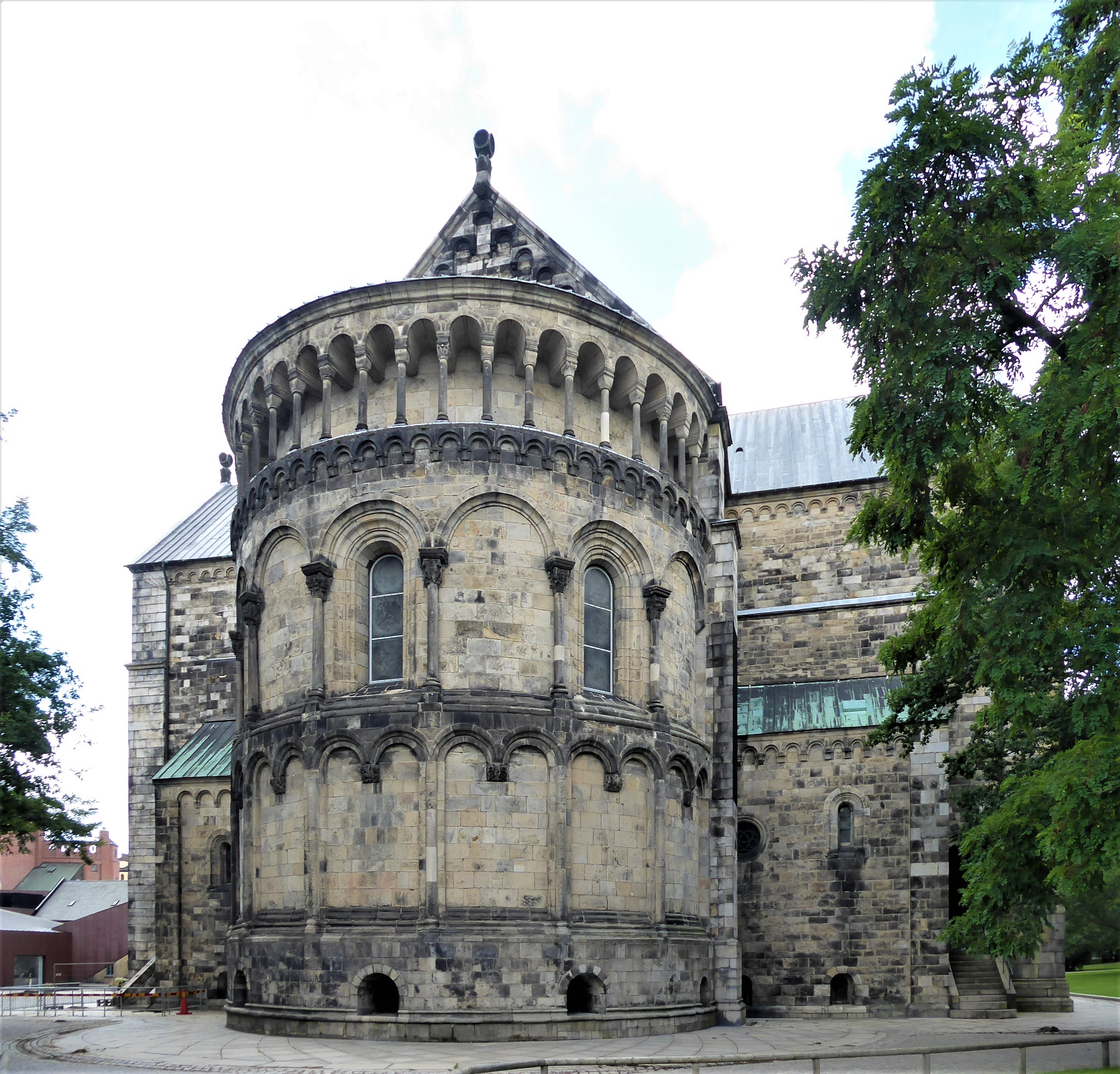
Chor von Nordwesten gesehen

Das Äußere der halbrunden Apsis wurde nach dem Vorbild der mittelalterlichen errichtet, es zeigt zwei übereinandergestellte Reihen an Blendfeldern bzw. Blendarkaden über einem gestuften Rundbogenfries. Die Kapitelle der Halbsäulen und Säulen sowie die zahlreichen Konsolsteine sind mit antikisierenden Ornamenten und plastischen Darstellungen von Tiergestalten und Fabelwesen geschmückt.

### Innenraum
Das Kircheninnere ist (ebenfalls) mit reichem bauplastischem Schmuck versehen.

#### Mittelschiff und Seitenschiffe

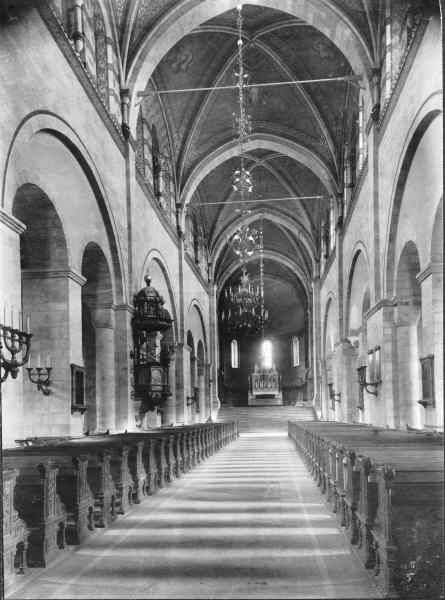
Mittelschiff, Foto 1906

Die Decke des Mittelschiffes wird aus einem spitzbogigen Kreuzrippengewölbe gebildet, das seine heutige Foorm nach dem Brand von 1234 erhielt. Die Nischen bzw. Kapellen der Querschiffe werden von Säulen gerahmt, deren Kapitelle im korinthischen Stil sorgfältig aus dem Stein herausgearbeitet wurden; die Steinmetze sind nicht namentlich überliefert. Einige Bogenfelder über den Nischen sind mit Seraphen und plastischen Löwen versehen. Kunsthistoriker vermuten, dass dieser Bauschmuck anfangs einen anderen Platz im Kirchengebäude hatte.
Die rundbogigen Arkaden zu den Seitenschiffen stammen ebenso wie deren Kreuzgratgewölben noch aus dem 12. Jahrhundert. Im nördlichen Seitenschiff zeigen mehrere kunstvoll gerahmte große Gemälde Gruppen von Gläubigen mit einer Erklärungstafel darunter.

#### Querhaus

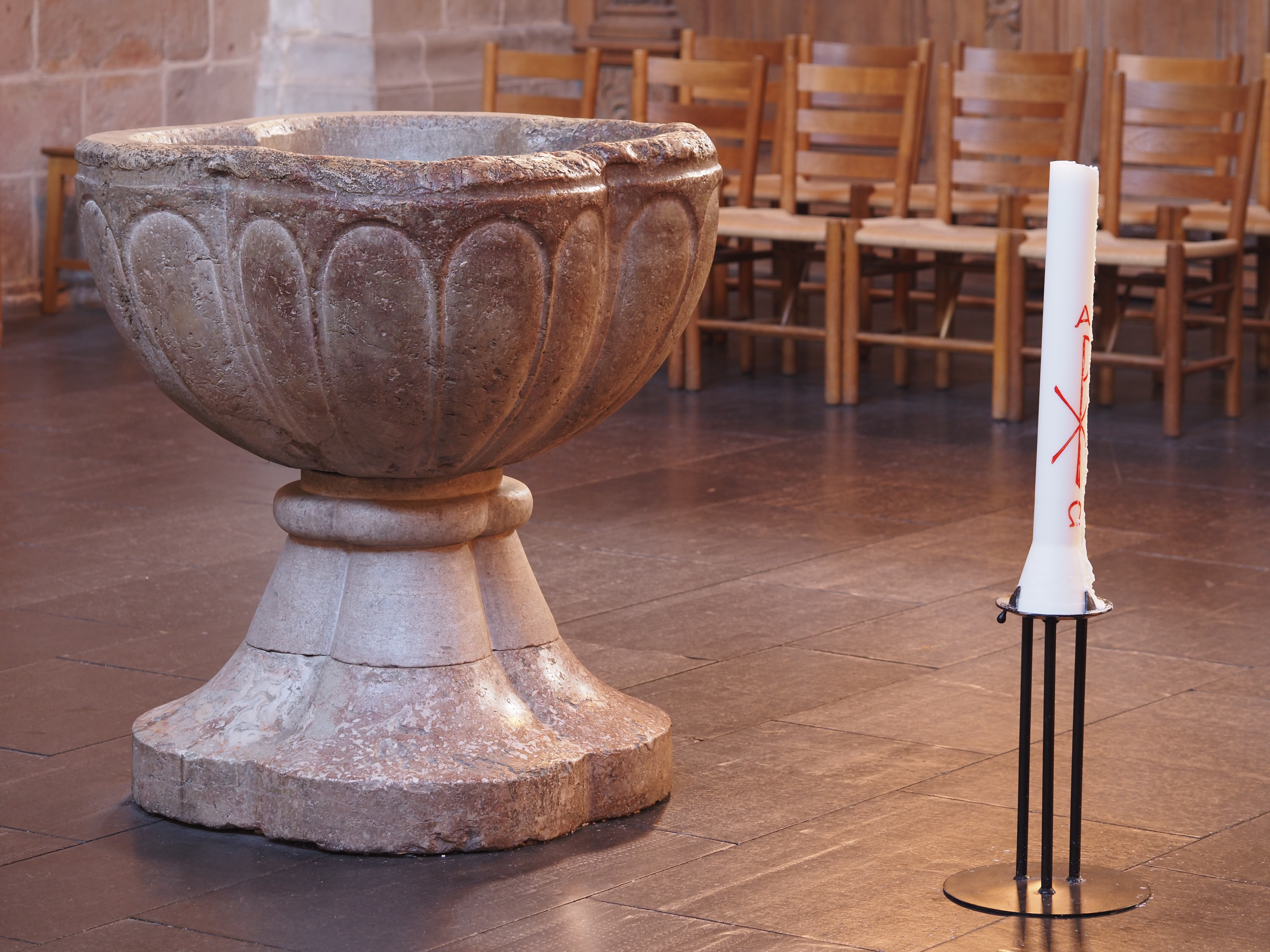
Steinernes Taufbecken und Taufkerze in der Taufkapelle

Das Kirchengebäude weist zwei Querschiffe (Transepte) auf. Im nördlichen Schiff befindet sich die Taufkapelle mit einem historischen Taufstein aus dem 13. Jahrhundert. Er wurde aus gotländischem Kalkstein gearbeitet und heißt auch Paradies-Taufstein. Außerdem befindet sich hier eine mittelalterliche geschnitzte Marienfigur.

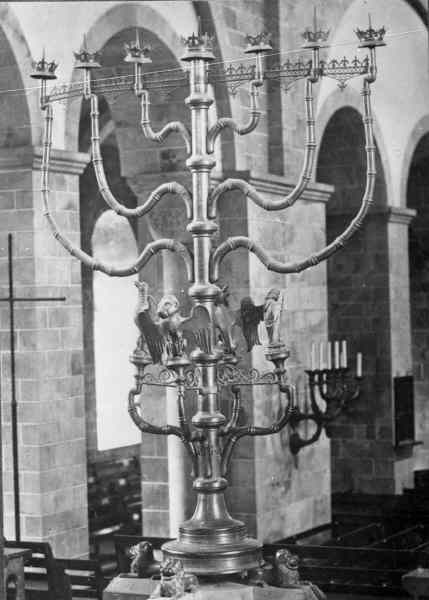
Leuchter im südlichen Transept

Ein siebenarmiger mannsgroßer Metallleuchter, der aus Hildesheim stammt, dominiert das südliche Querschiff. Der Leuchter war nachweislich bereits an verschiedenen Orten innerhalb der Kirche aufgestellt. Seine Arme stellen mit den Symbolen Engel (Matthäus), Löwe (Markus), Stier (Lukas) und Adler (Johannes) die vier Evangelisten dar. Diese Kapelle dient auch der Verehrung der „Märtyrer unserer Tage“.

#### Chor

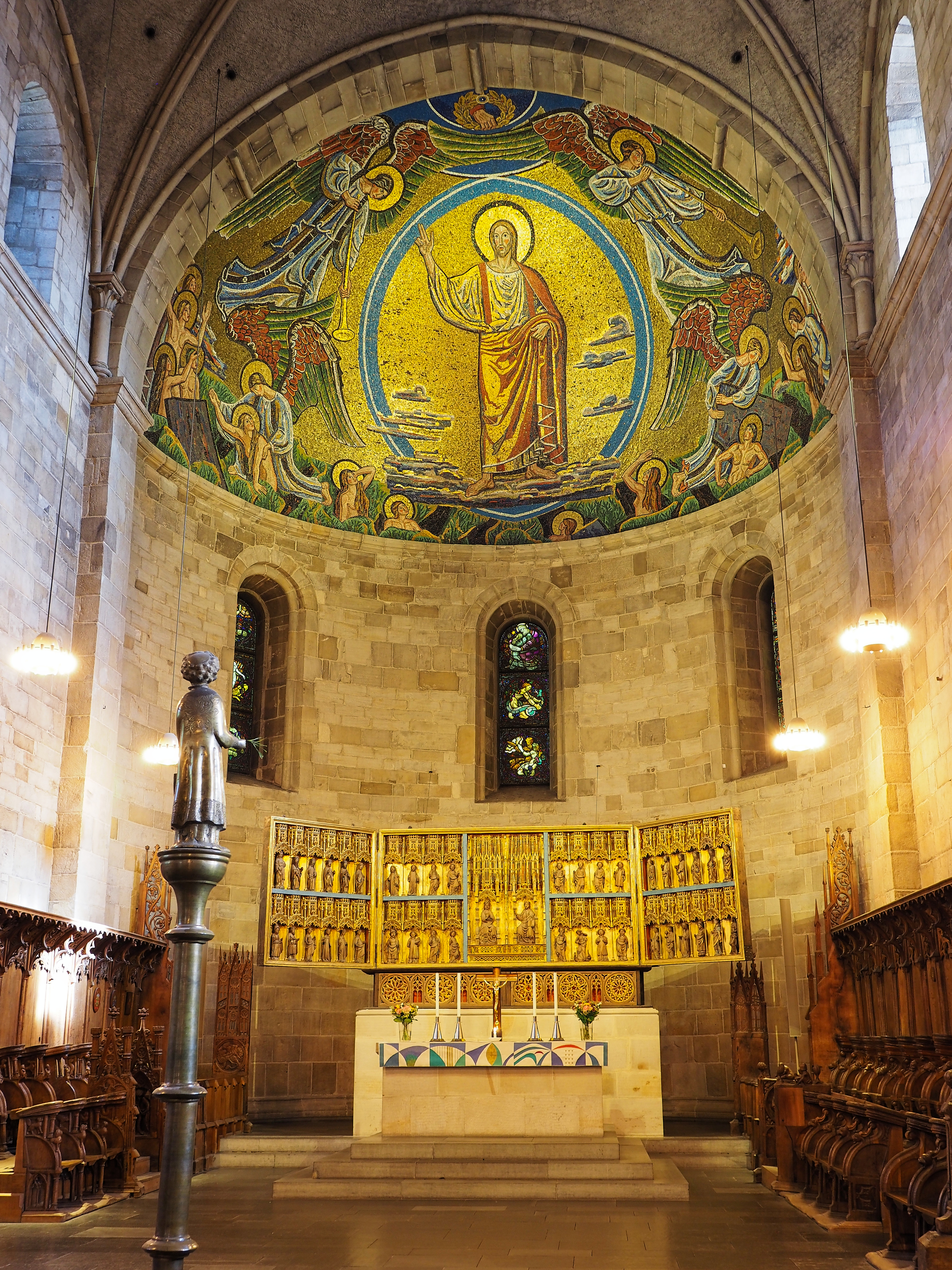
Altar und Apsismosaik

Der Hochchor entstand direkt beim Bau des Domes und wurde 1145 durch Erzbischof Eskil zu Ehren der Jungfrau Maria und des heiligen Laurentius geweiht.
Eine breite Treppe mit 14 steinernen Stufen führt zu dem hier aufgestellten Flügelaltar, der 1398 einen vierstöckigen Aufsatz erhielt, gestiftet von Lunds reicher Einwohnerin Ide Petersdotter Falk.

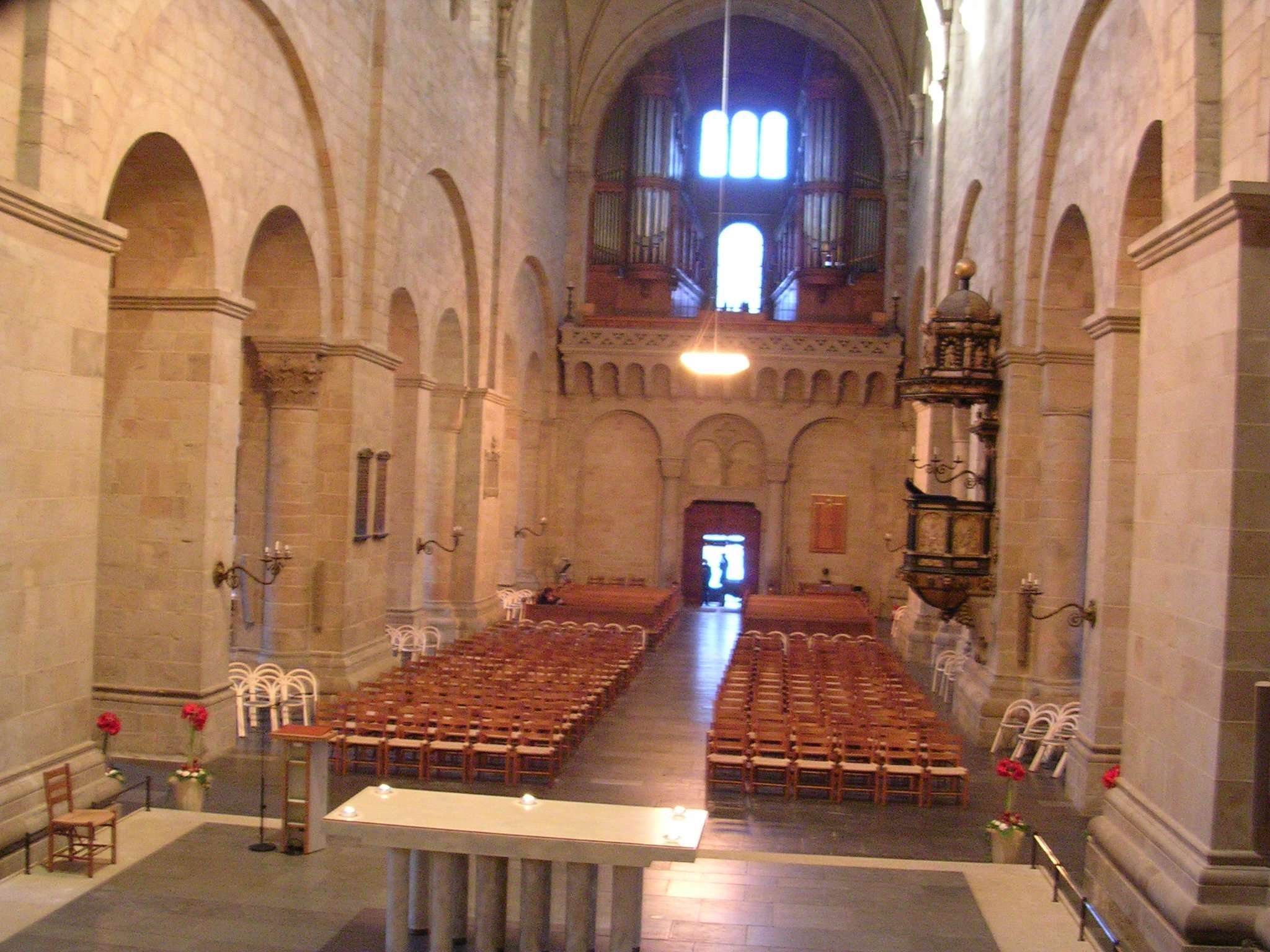
Hauptschiff mit neuem Altartisch (Vordergrund), Bestuhlung sowie Empore mit Orgel (Hintergrund)

Vor dem Treppenaufgang wurde im Jahr 1990 ein ganz neuer aus Stein gearbeiteter Altartisch aufgestellt, dessen Platte auf 12 säulenartigen Beinen liegt (Symbol für die 12 Apostel?).
In der Apsis, oberhalb des Altaraufsatzes, sind drei Chorfenster mit Glasmalereien nach Motiven aus der Schöpfungsgeschichte von Emanuel Vigeland aus den 1930er Jahren eingearbeitet.
Das Deckengewölbe der Apsis zeigt das unter Geschichte bereits erwähnte sechs Meter hohe Mosaik Christus am jüngsten Tage in der Lichtaura sich zeigend, während Engel die Toten wecken. Die Steinchen bestehen aus venezianischem Glas und aus Natursteinen.
Mitten im Chorraum, auf einer zirka zwei Meter hohen schmalen Säule, steht die Bronzefigur des Hl. Laurentius, Kirchenpatron und Märtyrer.

#### Apsis
Die mit einer rundbogigen Halbkuppel gedeckte Apsis folgt den Formen der Romanik, ist aber ein Ersatzbau aus den Jahren 1780–1785, da die mittelalterliche Apsis 1779 eingestürzt war.

#### Empore
Die Westempore reicht quer über das Mittelschiff und ruht auf Sandstein-Stützen. Ihre Balustrade ist mit einer kleinen Bogengalerie verziert. Auf der Empore ist die Hauptorgel installiert und zwar in zwei mittig getrennten Teilen, damit die mittleren Fenster Tageslicht in den Kirchenraum hereinlassen.

### Krypta

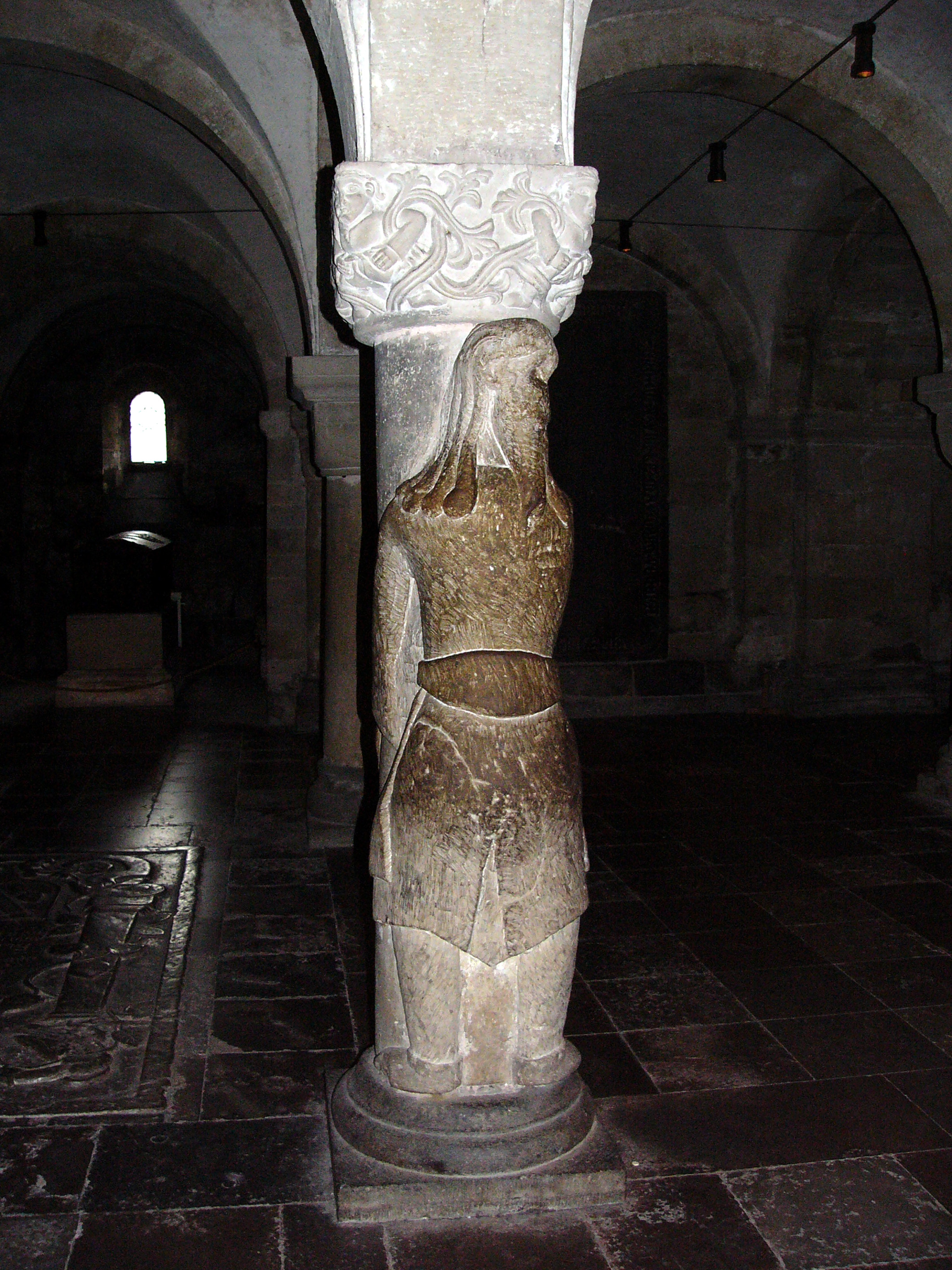
Säule (frontal) mit Mann

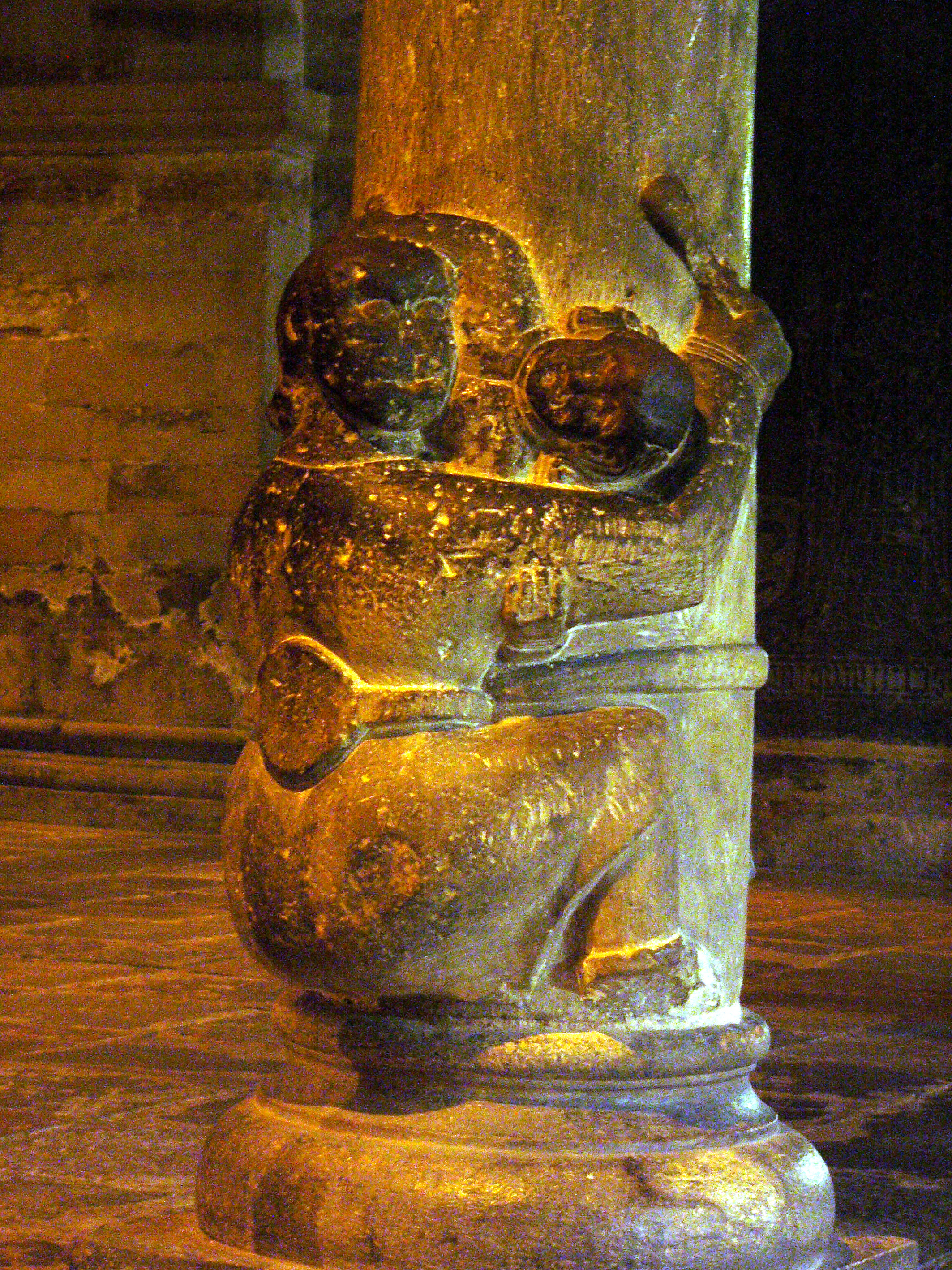
Säulenbasis mit hockender Frau und Kleinkind auf den Armen

Das Gewölbe der Krypta ist im romanischen Stil erhalten, seine Anordnung zusammen mit den starken Säulen symbolisiert dem Eintretenden eine freundliche Umarmung. Die stützenden Säulen sind teilweise mit in Stein gehauenen Ornamenten verziert. In den Nischen stehen vor allem Grabmonumente aus dem 16. Jahrhundert, insbesondere der Sandstein-Sarkophag für den letzten katholischen Erzbischof Birger Gunnarsen. Hier befindet sich auch der älteste truhenförmige Altar des Domes aus dem Jahr 1123, der den Propheten sowie Johannes dem Täufer geweiht ist.
Erwähnenswert sind zwei besondere Säulen, aus einer ist ein kräftiger bärtiger Mann herausgearbeitet; der an einen Atlanten erinnert, die Figur hat aber keine Gebälk-tragende Funktion.
An einer anderen Säule hockt an der Basis eine ebenfalls steinerne Frauengestalt mit einem kleinen Kind im Arm, die sich um den Säulenschaft klammert. Die Entstehung und Bedeutung der Figurensäulen ist seitens des Baumeisters oder des Steinmetzen nicht überliefert. So gibt es dazu mehrere verschiedene Legenden.
Es soll sich bei der Skulptur um die Versteinerung des Riesen Timm handeln, mit dem St. Laurentius einen Pakt eingegangen war: Während der Riese die Kirche errichtet, muss Laurentius dessen Namen erraten; wenn ihm das bis zur Fertigstellung des Baus nicht gelingt, verliert er sein Augenlicht. Laurentius habe den Riesen und dessen Mutter im Gespräch belauscht und den Namen „Finn“ gehört. Nun habe er den Riesen beim Namen gerufen, worauf dieser und seine Angehörigen in die Krypta gesprungen und dort zu Stein erstarrt seien. Die zweite Legende besagt ebenfalls, dass der Mann der Riese Finn sei, der hier an den Säulen mit seiner Frau Gerda und dem Kind Sölve verewigt ist.
Finn soll bei der Arbeit am Kirchengebäude damit gedroht haben, das Gotteshaus werde niemals vollendet, wenn er seinen Lohn nicht bekäme und versteinerte daraufhin. Eine ganz andere (dritte) Deutung verweist darauf, dass die Skulptur den biblischen Simson darstellt, der den Jerusalemer Tempel zerstört. (Auf die anderen beiden Figuren wird dabei nicht eingegangen.)

## Ausstattung

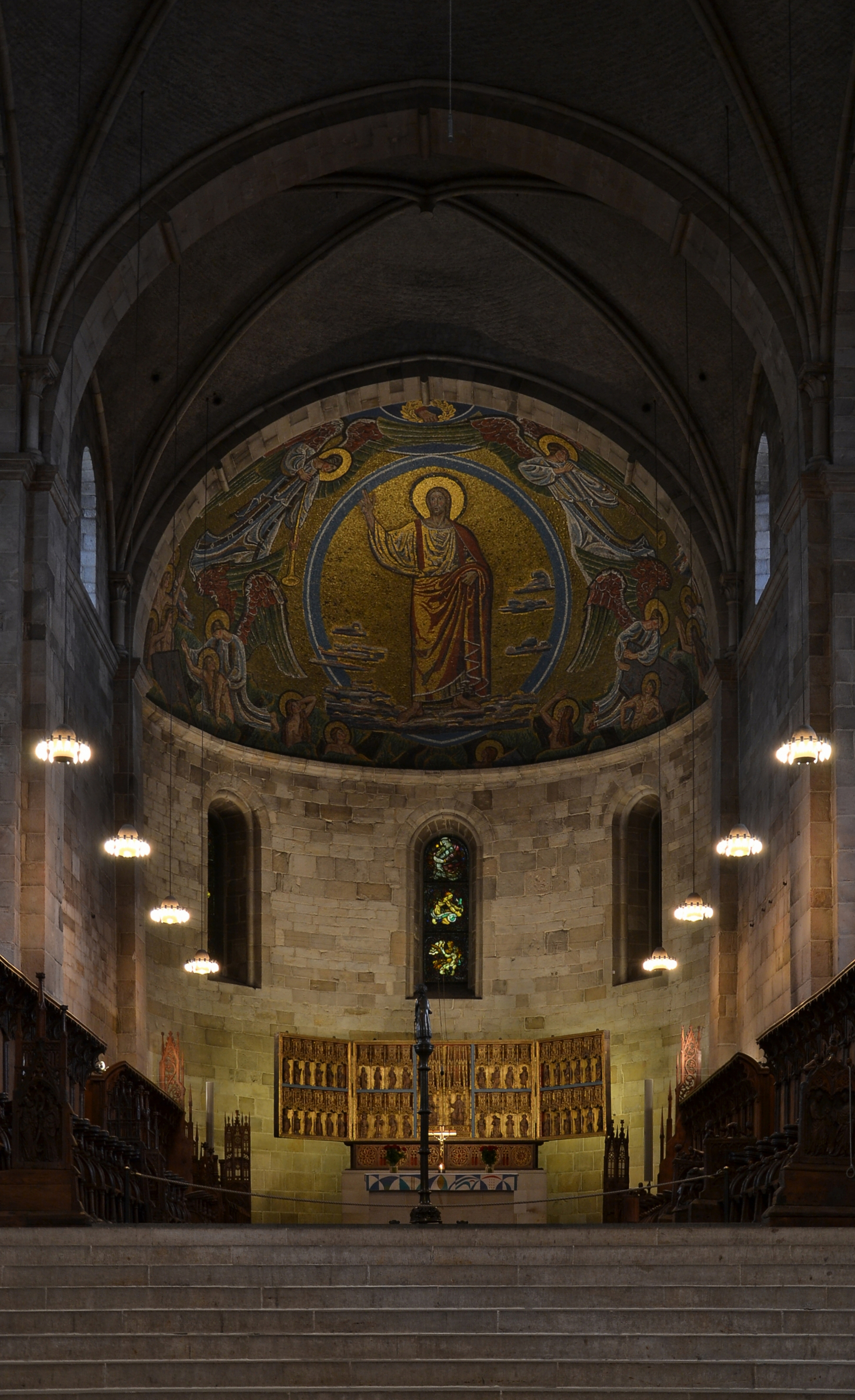
Chorgestühl 14. Jh. gotisch, Apsismosaik neuromanisch

### Altar und Kruzifix
Der monumentale Flügelaltar in der Apsis wurde 1398 gestiftet.
Ein hölzernes Kruzifix, geschnitzt vom Holzkünstler Christian Berg, ist mit einem vergoldeten Christus am Kreuz versehen. Es steht mittig auf dem Altartisch.

### Chorgestühl und Sitze im Kirchenschiff
Das eichene Chorgestühl mit 78 Plätzen stammt aus den 1370er Jahren und dienen noch heute für kleinere Gottesdienste. Es ist mit geschnitzten Bildern aus dem Alten Testament reich verziert.
Im Mittelschiff sind statt früherer Kirchenbänke hölzerne Stühle in 12 Reihen und mit einem Mittelgang getrennt, angeordnet. So gibt es Platz für etwa 240 Kirchenbesucher, hinzu kommen weitere Stühle in den Seitenschiffen, vor allem in Front der astronomischen Uhr.

### Kanzel

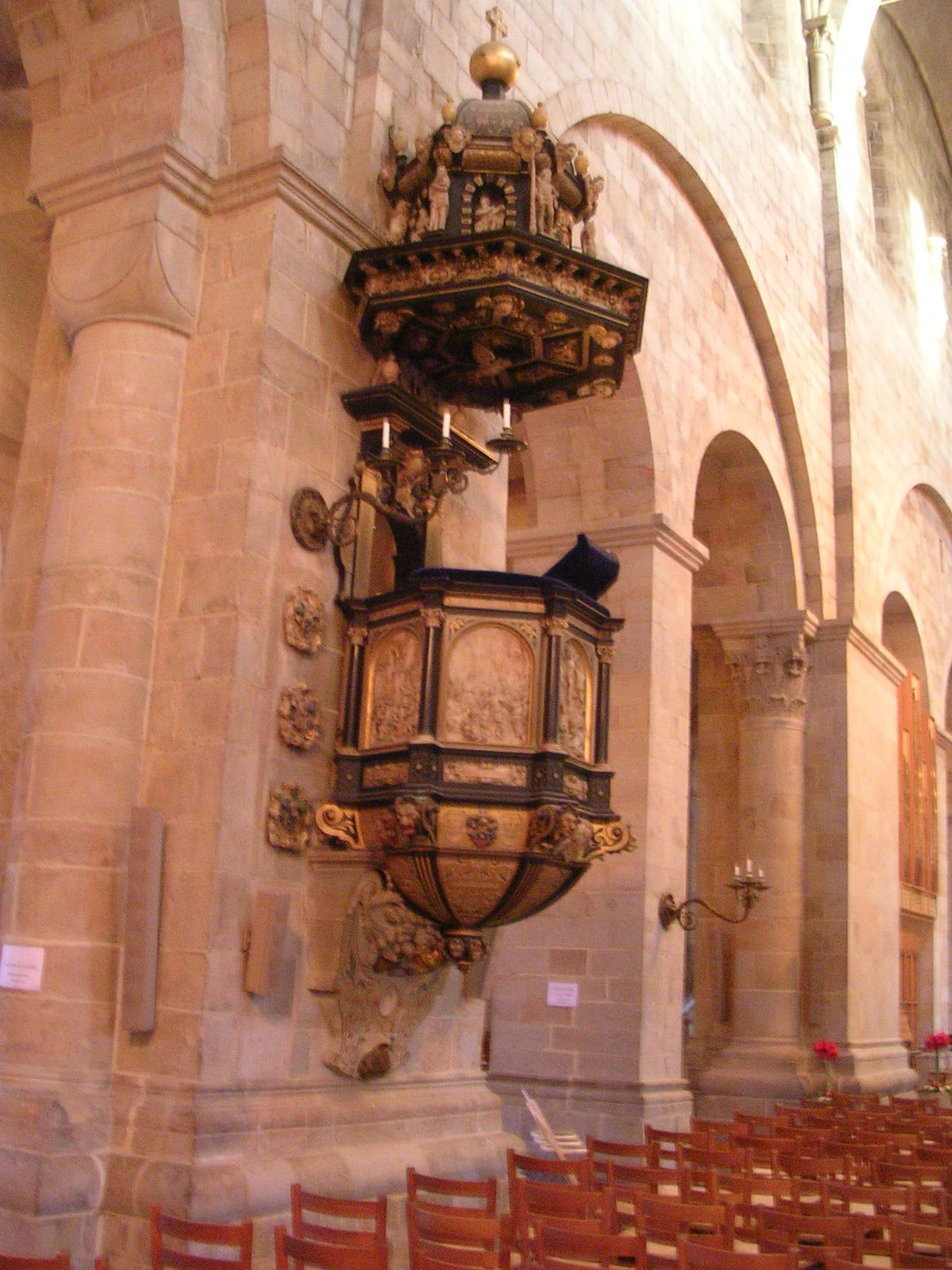
Kanzel am Pfeiler

An einer nördlichen Säule des Mittelschiffes ist die geschnitzte Kanzel installiert. Sie ist über eine hölzerne Treppe erreichbar, ihr sechseckiger Kanzelkorb ist mit Schnitzwerk und Bemalung geschmückt. Die bogenförmigen Balustraden zeigen Szenen aus der biblischen Geschichte. Der Korb wird von einem ebenfalls geschnitzten und sechseckigen Schalldeckel abgeschlossen.

### Astronomische Uhr

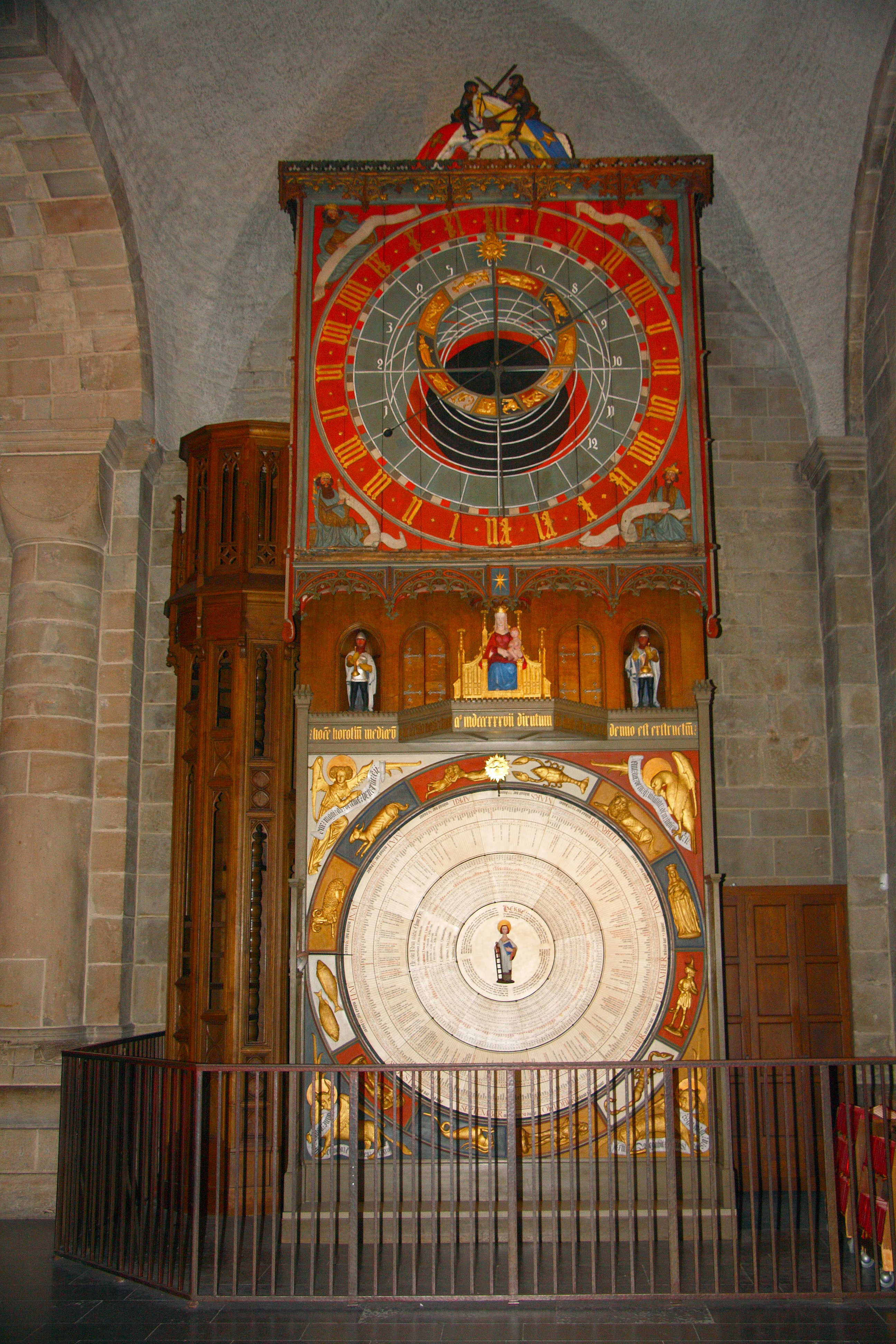
Die astronomische Uhr Horologium mirabile Lundense

Besondere Beachtung verdient die vom Haupteingang rechts stehende Uhr mit Glockenspiel und das Mosaik in der Apsis.
Die Astronomische Uhr Horologium mirabile Lundense wurde Ende des 14. Jahrhunderts installiert und wird als Werk von Nikolaus Lilienfeld angesehen. Diese Uhr ist in der Kirche erhalten, auch wenn sie in den folgenden Jahrhunderten mehrmals repariert und technisch verbessert wurde. Ein Mondzeiger zeigt die Phasen des Mondes und die Position am Himmel, ein Sonnenzeiger zeigt die Uhrzeit auf einem 24-Stunden-Zifferblatt, und es gibt auch einen Tierkreiszeiger. In regelmäßigen Abständen spielt die Uhr – zweimal täglich in der Woche (12 und 15 Uhr) und zweimal sonntags (13 und 15 Uhr). Die hölzernen Hornbläser erheben dabei ihre Hörner und spielen den Lobgesang In dulci jubilo, dazu öffnet sich ein Pförtchen, und eine Prozession der drei sich verbeugenden heiligen Könige schreitet an Maria mit dem Jesuskind vorbei. Einerseits stellen sie das Weihnachtsgeschehen unmittelbar nach, andererseits symbolisieren die Könige die Völker aus den drei im 15. Jahrhundert bekannten Erdteilen Europa, Asien und Afrika.

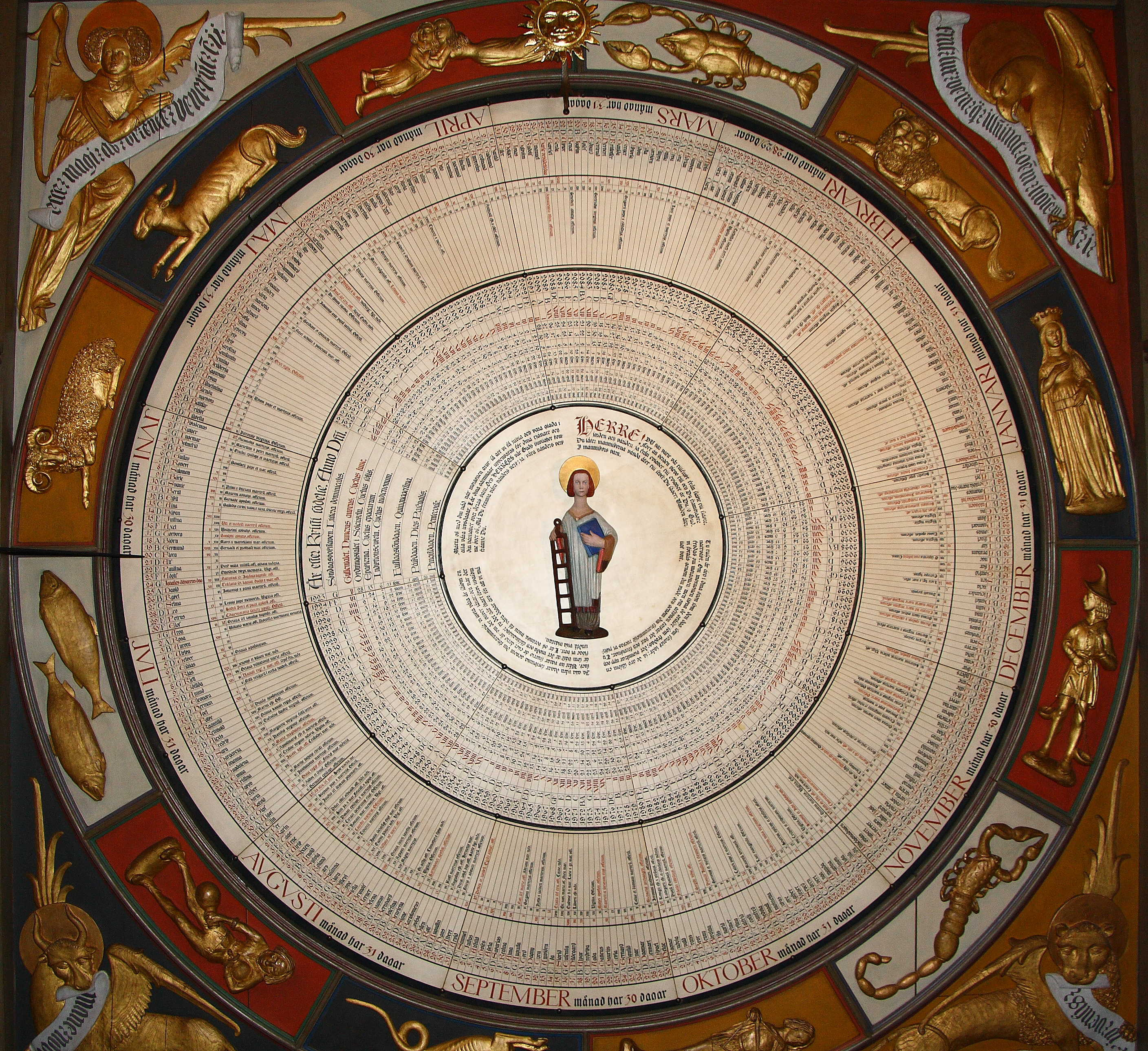
Der Tierkreis
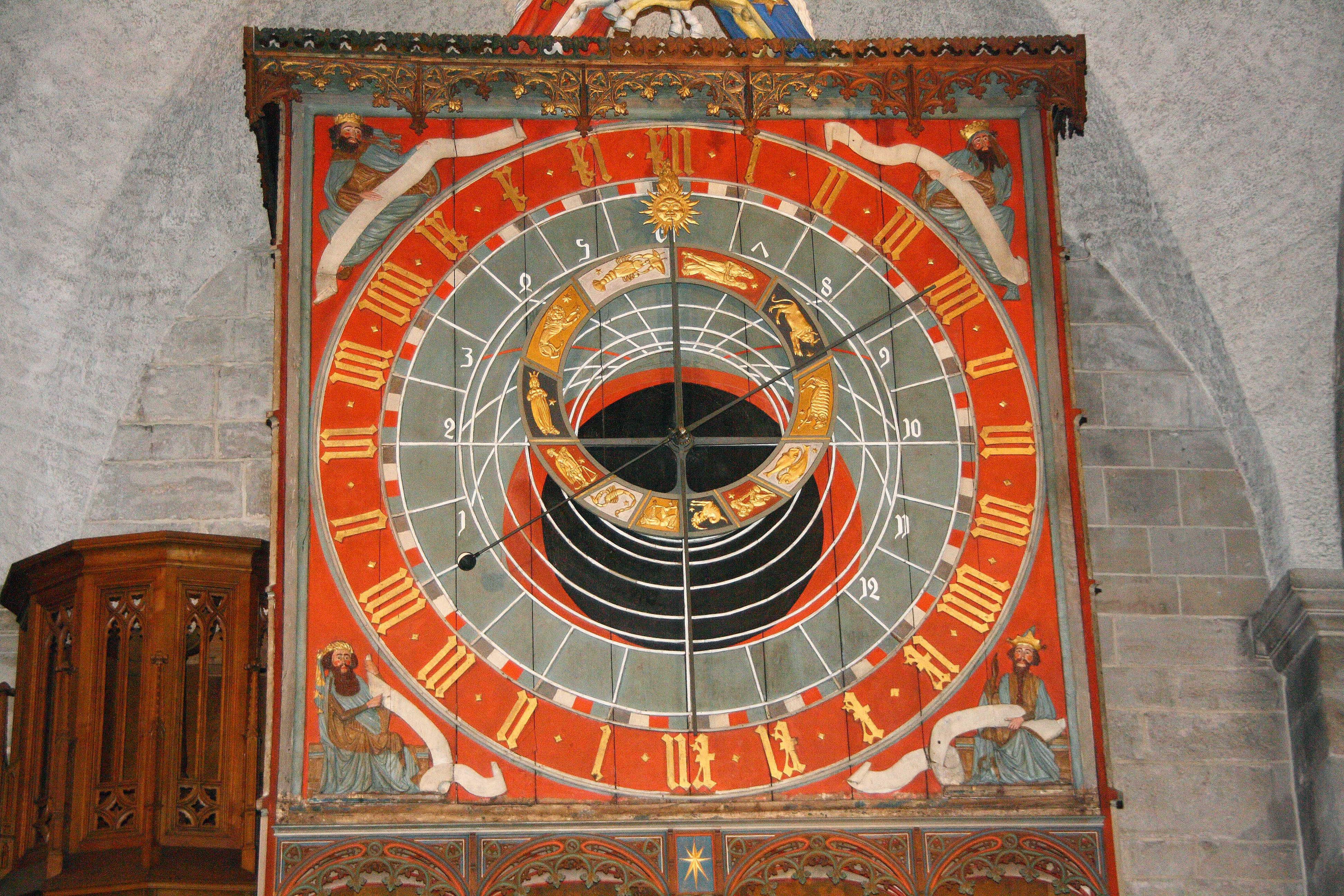
Die 24-Stunden-Uhr
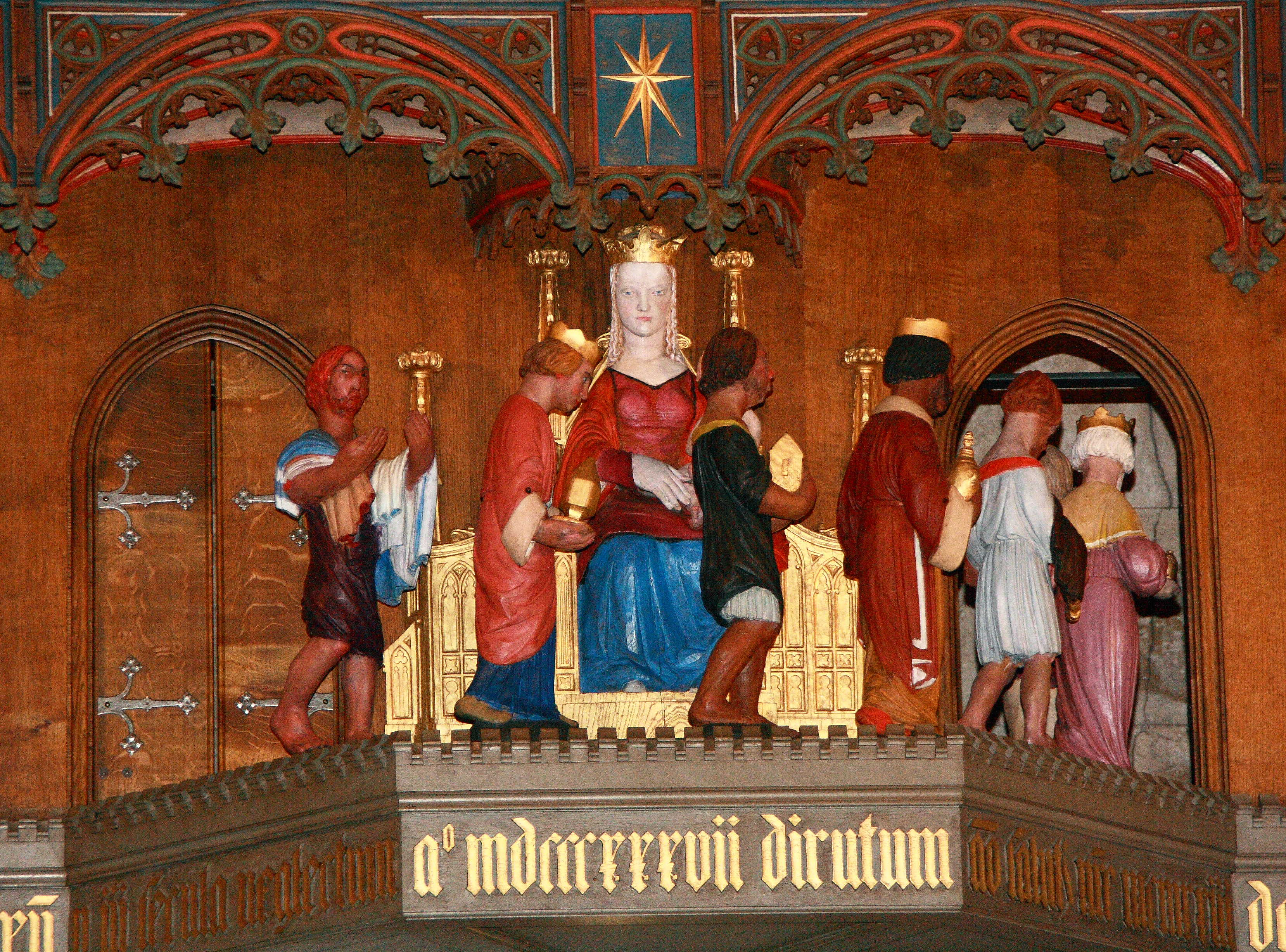
Prozession der Könige

### Orgeln
In der Kathedrale befinden sich fünf Orgeln:
Eine erste einfache Orgel mit 24 Stimmen wurde im Dom 1646 installiert. Die übrigen Instrumente entstanden in verschiedenen Werkstätten: 1836 bei Pehr Zacharias Strand aus Stockholm, 1873–1875 bei Marcussen & Søn (Interimswerk), 1874/1875 bei Marcussen & Søn sowie im Jahr 1911 bei Carl Johan Lund (durch Umbau und Ergänzungen der 1836er Orgel).
Die drei kleineren Instrumente befinden sich in der Krypta, in der Taufkapelle und im Chorraum. Sie wurden jedoch Ende des 20. Jahrhunderts durch Neuanfertigungen anderer Orgelbauer ersetzt. – Zusätzlich ist das Positiv in der astronomischen Uhr zu nennen, welches den Auftritt der Figuren untermalt.
Die große Orgel auf der Westempore wurde in den Jahren 1932 bis 1934 von Marcussen & Søn erbaut. Das Instrument hat 101 Register (7.074 Pfeifen) auf vier Manualwerken und Pedal und wurde zuletzt im Jahr 1992 durch die Erbauerfirma umfassend restauriert. Sie ist die größte Kirchenorgel Schwedens.
Disposition der Hauptorgel
| I Hauptwerk C–a3 |                 |        |
| 01.              | Principal       | 16′    |
| 02.              | Borduna         | 16′    |
| 03.              | Principal       | 08′    |
| 04.              | Octava          | 08′    |
| 05.              | Gemshorn        | 08′    |
| 06.              | Rörflöjt        | 08′    |
| 07.              | Gedacktpommer   | 08′    |
| 08.              | Gamba           | 08′    |
| 09.              | Quinta          | 5 1⁄3′ |
| 10.              | Octava          | 04′    |
| 11.              | Spetsflöjt      | 04′    |
| 12.              | Gedacktflöjt    | 04′    |
| 13.              | Quinta          | 2 ⁄3′  |
| 14.              | Octava          | 02′    |
| 15.              | Cornett IV      |        |
| 16.              | Mixtur V-VIII   |        |
| 17.              | Quintcymbel III |        |
| 18.              | Trumpet         | 16′    |
| 19.              | Trumpet         | 08′    |

| II Schwellwerk C–a3 |                  |        |
| 20.                 | Principal        | 16′    |
| 21.                 | Fugara           | 16′    |
| 22.                 | Principal        | 08′    |
| 23.                 | Spetsflöjt       | 08′    |
| 24.                 | Gedackt          | 08′    |
| 25.                 | Vox vinolata     | 08′    |
| 26.                 | Octava           | 04′    |
| 27.                 | Flûte octaviante | 04′    |
| 28.                 | Quintadena       | 04′    |
| 29.                 | Spetsquint       | 2 ⁄3′  |
| 30.                 | Gemshorn         | 02′    |
| 31.                 | Quartian II      | 2 ⁄3′  |
| 32.                 | Terzian II       | 1 3⁄5′ |
| 33.                 | Scharf IV-VI     |        |
| 34.                 | Dulcian          | 16′    |
| 35.                 | Corno            | 08′    |
| 36.                 | Clarino          | 04′    |

| III Schwellwerk C–a3 |                |        |
| 37.                  | Quintadena     | 16′    |
| 38.                  | Principal      | 08′    |
| 39.                  | Flauto cuspido | 08′    |
| 40.                  | Gedackt        | 08′    |
| 41.                  | Salicional     | 08′    |
| 42.                  | Viola da gamba | 08′    |
| 43.                  | Oktava         | 04′    |
| 44.                  | Gemshorn       | 04′    |
| 45.                  | Gambetta       | 04′    |
| 46.                  | Rörquint       | 2 ⁄3′  |
| 47.                  | Octava         | 02′    |
| 48.                  | Rorflöjt       | 02′    |
| 49.                  | Terz           | 1 3⁄5′ |
| 50.                  | Hålquint       | 1 ⁄3′  |
| 51.                  | Septima        | 1 ⁄7′  |
| 52.                  | Sifflöjt       | 01′    |
| 53.                  | Mixtur V       |        |
| 54.                  | Terzcymbe III  |        |
| 55.                  | Fagott         | 16′    |
| 56.                  | Trumpet        | 08′    |
| 57.                  | Krumhorn       | 08′    |
| 58.                  | Skalmeja       | 04′    |
|                      | Tremulant      |        |

| IV Schwellwerk C–a3 |                 |       |
| 59.                 | Spetsgedackt    | 16′   |
| 60.                 | Principal       | 08′   |
| 61.                 | Nachthorn       | 08′   |
| 62.                 | Flöjt           | 08′   |
| 63.                 | Quintadena      | 08′   |
| 64.                 | Viola           | 08′   |
| 65.                 | Celeste         | 08′   |
| 66.                 | Octava          | 04′   |
| 67.                 | Rörflöjt        | 04′   |
| 68.                 | Octava          | 02′   |
| 69.                 | Blockflöjt      | 02′   |
| 70.                 | Quinta          | 1 ⁄3′ |
| 71.                 | Octava          | 01′   |
| 72.                 | Sesquialtera II | 2 ⁄3′ |
| 73.                 | Scharf IV       |       |
| 74.                 | Rankett         | 16′   |
| 75.                 | Oboe            | 08′   |
| 76.                 | Vox humana      | 08′   |
| 77.                 | Regal           | 04′   |
|                     | Tremulant       |       |

| Pedalwerk C–g1 |            |     |
| 78.            | Principal  | 32′ |
| 79.            | Principal  | 16′ |
| 80.            | Subbas     | 16′ |
| 81.            | Gedacktbas | 16′ |
| 82.            | Violon     | 16′ |
| 83.            | Salicetbas | 16′ |

| (Fortsetzung Pedal) |             |         |
| 84.                 | Quinta      | 10 2⁄3′ |
| 85.                 | Octava      | 8′      |
| 86.                 | Dubbelflöjt | 8′      |
| 87.                 | Gedackt     | 8′      |
| 88.                 | Violoncello | 8′      |
| 89.                 | Quinta      | 5 1⁄3′  |

| (Fortsetzung Pedal) |                  |    |
| 90.                 | Octava           | 4′ |
| 91.                 | Rörflöjt         | 4′ |
| 92.                 | Nachthorn        | 2′ |
| 93.                 | Flute octaviante | 1′ |
| 94.                 | Cornett IV       |    |
| 95.                 | Mixtur VI-X      |    |

| (Fortsetzung Pedal) |             |     |
| 096.                | Contrabasun | 32′ |
| 097.                | Basun       | 16′ |
| 098.                | Regal       | 16′ |
| 099.                | Trumpet     | 08′ |
| 100.                | Trumpet     | 04′ |
| 101.                | Cornett     | 02′ |

- Koppeln: II/I, III/I, III/II, IV/I, IV/II, IV/III, I/P, II/P, III/P, IV/P

### Glocken

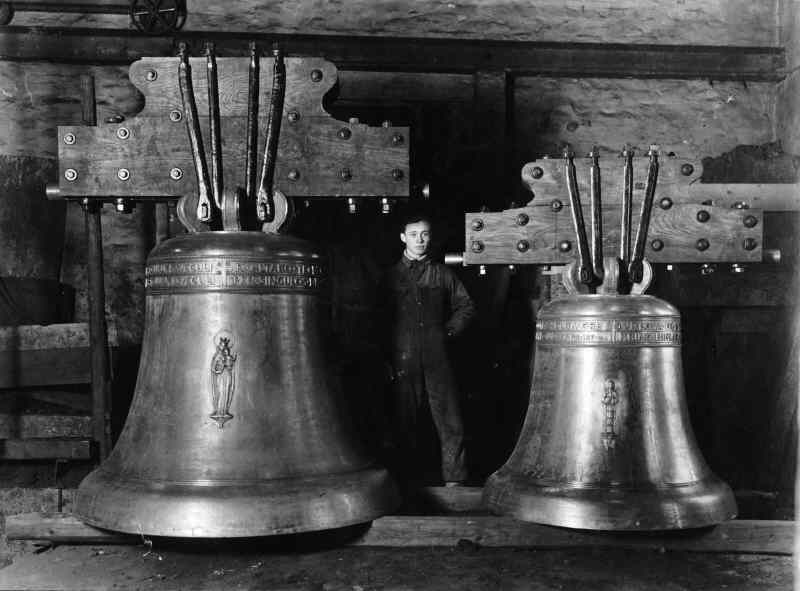
Zwei Glocken aus dem Geläut

In beiden Kirchtürmen befindet sich das Geläut, bestehend aus sechs Bronzeglocken. Vier Glocken sind im südlichen Turm installiert, die zwei größten im nördlichen Turm. Eine Glocke trägt die Jahreszahl 1706, den Namen Margarete in Versalien und wurde in der Gießerei Lars Wetterholtz in Malmö hergestellt. Weitere Glockengussjahre sind 1759, 1926; weitere Glocken tragen die Namen Knut und Maria. Die allerkleinste Glocke hat folgende Inschrift: Venite et Exultate laudate Dominum Anno 1585. (dt. „Kommt und jubelt, lobt den Herrn, im Jahr 1585.“) und ist damit die älteste des Geläuts. Zwei dieser Glocken wurden im Mai 1775 eingebaut und vom Magister H. H. Salling im Juni geweiht.
Hier ist ebenfalls das Glockenspiel der astronomischen Uhr zu nennen.

## Nutzung
Der Dom zu Lund ist eine aktive christliche Kirche und wird für Gottesdienste, Hochzeiten, Trauerfeiern und zu besonderen Anlässen benutzt. Darüber hinaus ist er als Kulturdenkmal eine Offene Kirche für Touristen und spontane Besucher. Eine Schätzung ergab, dass jährlich 90.000 Gottesdienstteilnehmer und über 700.000 Besucher das Kirchenbauwerk betreten.
In einer Seitenkapelle gibt es eine eigens eingerichtete Kinderecke und einen mächtigen Kerzenständer des Künstlers Mårten Hultenberg.

## Seelsorge
Seit 2014 steht Bischof Johan Tyrberg der Lunder Diözese vor. Er ist nunmehr der 69. Priester in diesem Amt.

## In der Umgebung des Domes

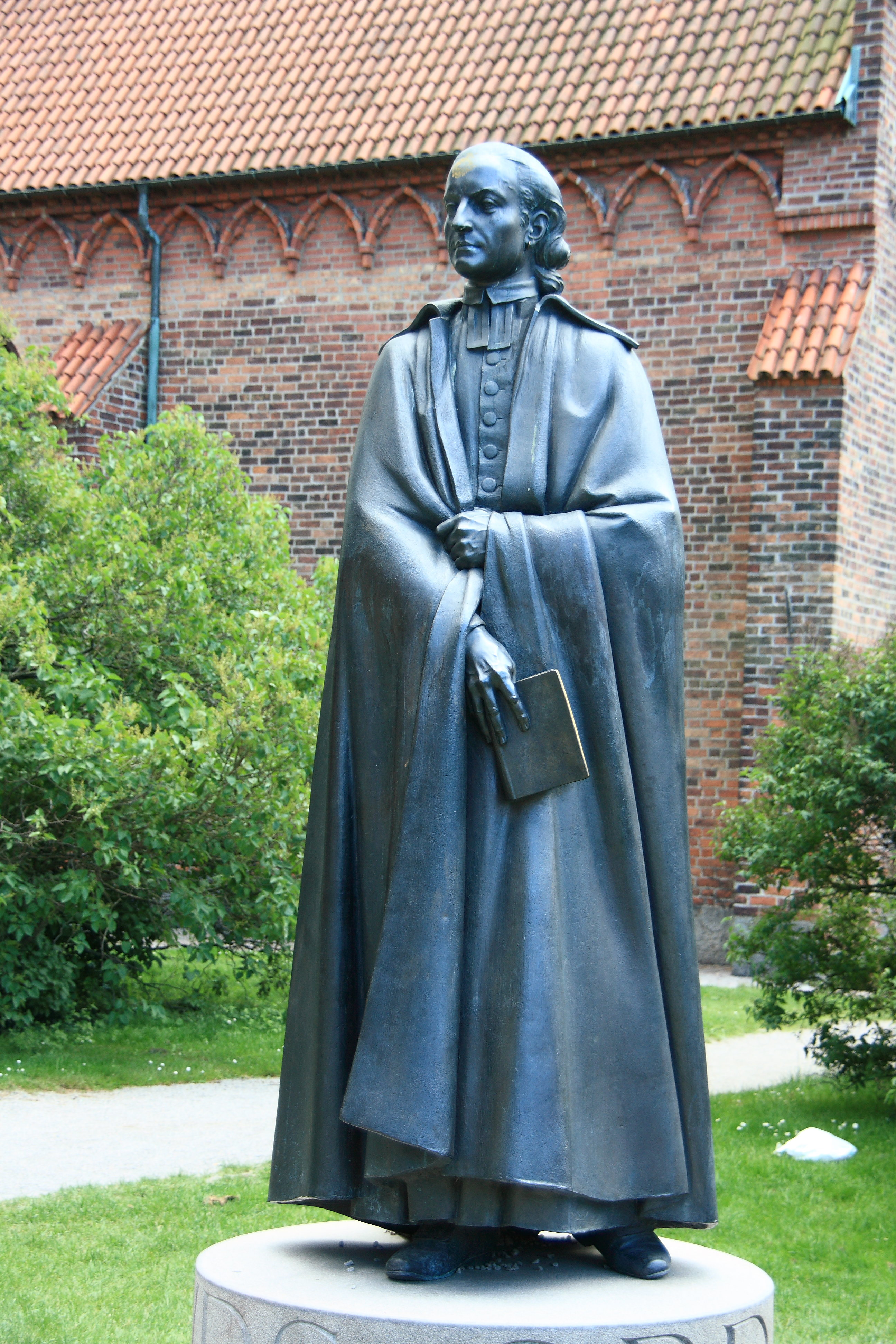
Statue für Henric Schartau

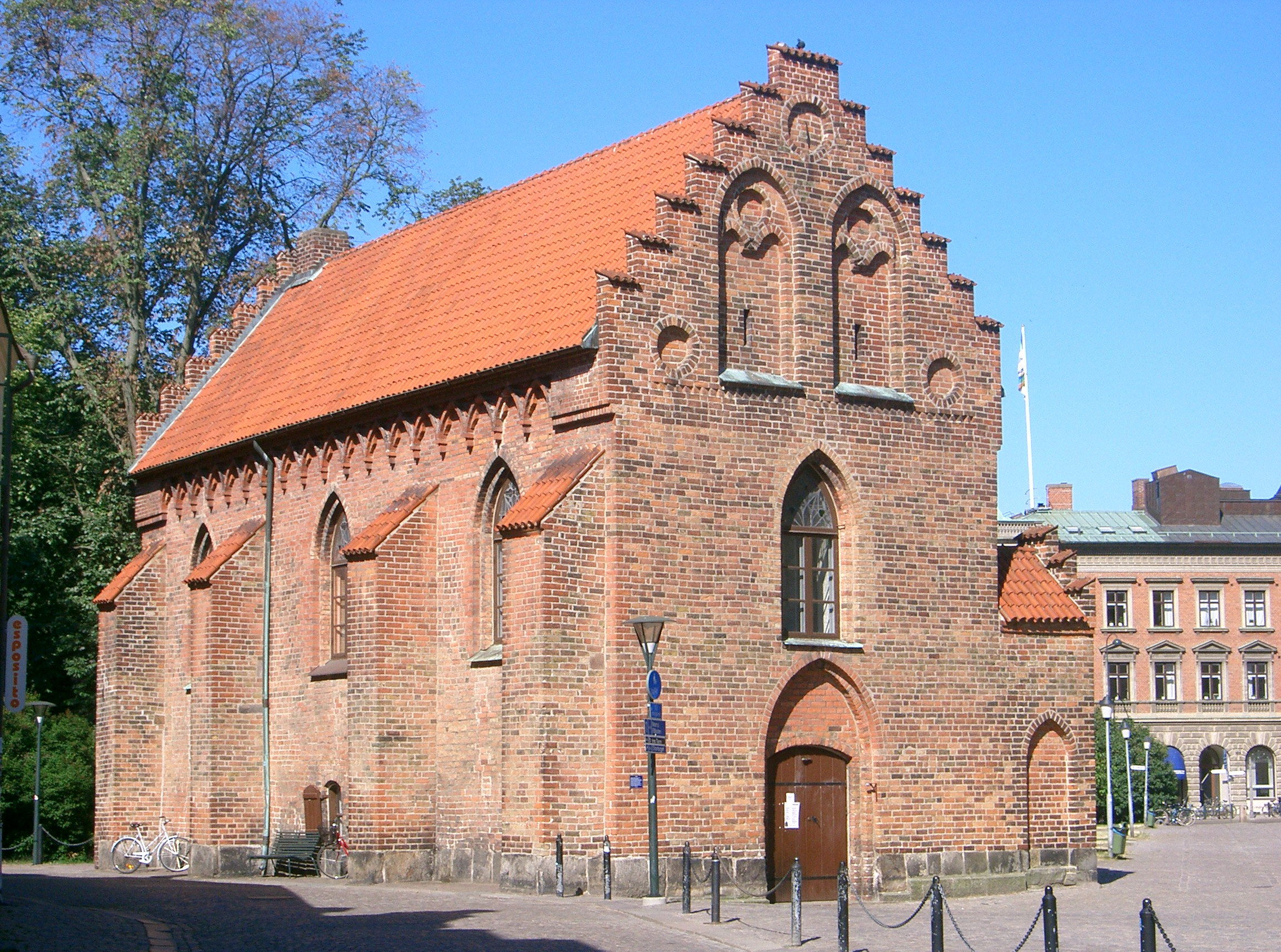
Domkapitelhaus Liberiet

Nennenswerte Gebäude Skulptur in unmittelbarer Nähe sind das Kungshuset nördlich des Domes, das Hauptgebäude der Universität nordwestlich, das Gebäude der Akademischen Vereinigung nordöstlich sowie das Domkapitelhaus Liberiet südöstlich.
Gegenüber dem Dombau in der Kirchstraße befindet sich das Stadshuset (Stadthaus Lund) in einer Häuserzeile mit weiteren Bauwerken von Banken.
Direkt neben dem leicht abgesenkten Platz vor dem Hauptportal steht eine Bronze-Skulptur für Henric Schartau (1757–1825). Schartau, in Malmö geboren und in Lund gestorben, war Pfarrer und Stadskomminister (Stadtkommissar) und gilt als Begründer der schwedischen Erweckungsbewegung. Die Figur wurde vom Bildhauer Peter Linde geschaffen und im Jahr 2003 aufgestellt.
Südlich seitwärts des Sakralgebäudes entstand nach Plänen der Architektin Carmen Izquierdo im Jahr 2011 das zweistöckige Domkyrkoforum aus Rohbeton, das mit einer bronzefarbenen Messinglegierung verkleidet ist. Es handelt sich um ein direkt an den Kirchenbau angrenzendes Besucherzentrum mit einem Shop und Räumlichkeiten für Konzerte, Konferenzen und Verwaltung mit einer temporären expressionistischen Halle für wechselnde Ausstellungen mit einem Café im Parterre.